# Chemins de fer de Kaliningrad
Les Chemins de fer de Kaliningrad (connue sous le nom de KŽD ; russe : Калининградская железная дорога, КЖД ; en translittération française : « Kaliningradskaïa Jeleznié Dorogui » ; traduction littérale : « les Chemins de fer de Kaliningrad ») constituent un réseau régional des chemins de fer russes. Ils exploitent près de 700 km de chemins de fer sur le territoire de l'oblast de Kaliningrad.

## Historique

### Période allemande
La construction du réseau ferroviaire dans la région remonte à l'époque prussienne, lorsque la région s'appelait la province de Prusse-Orientale. Le 2 août 1853, la ligne de Prusse-Orientale fut inaugurée entre Berlin et Königsberg. La ligne était alors à l'écartement standard, et en 1860, le chemin de fer a rejoint Eydtkuhnen à l'extrémité orientale de la région, en desservant Insterbourg. La nouvelle ligne avait des ramifications vers Tilsit, Allenstein et Lyck. En 1865 fut inaugurée la ligne de l'Est, reliant Königsberg au port de Pillau (chemin de fer du sud de la Prusse-Orientale), puis entre 1885 et 1900 fut construite une ligne vers plusieurs localités de bord de mer, dont Cranz et Rauschen, avec l'ouverture de la gare de Rauschen en 1900. Cette période jusqu'à la Première Guerre mondiale fut celle la plus intensive dans la construction de chemins de fer. En 1895 furent fondés les Chemins de fer d'État de la Prusse pour gérer le réseau, avec comme siège la Reichsbahndirektion (ru) à Königsberg.
Après la Première Guerre mondiale; la construction de voies ferrées continua pendant les années 1920 et 1930. Une deuxième voie fut posée entre Berlin , Königsberg et Eydtkuhnenn et entre Tilsit, Insterbourg et Gerdauen. De plus, la ligne entre Heiligenbeil et Preußisch Eylau fut construite, tout comme la ligne circulaire desservant le littoral de Sambie. À Königsberg , les jonctions ferroviaires furent entièrement restructurées pour accommoder l'accroissement du trafic. Outre Königsberg, les grands nœuds ferroviaires étaient Insterbourg, Tilsit, mais aussi Gumbinnen, Gerdauen, Friedland in Ostpreußen et d'autres. 

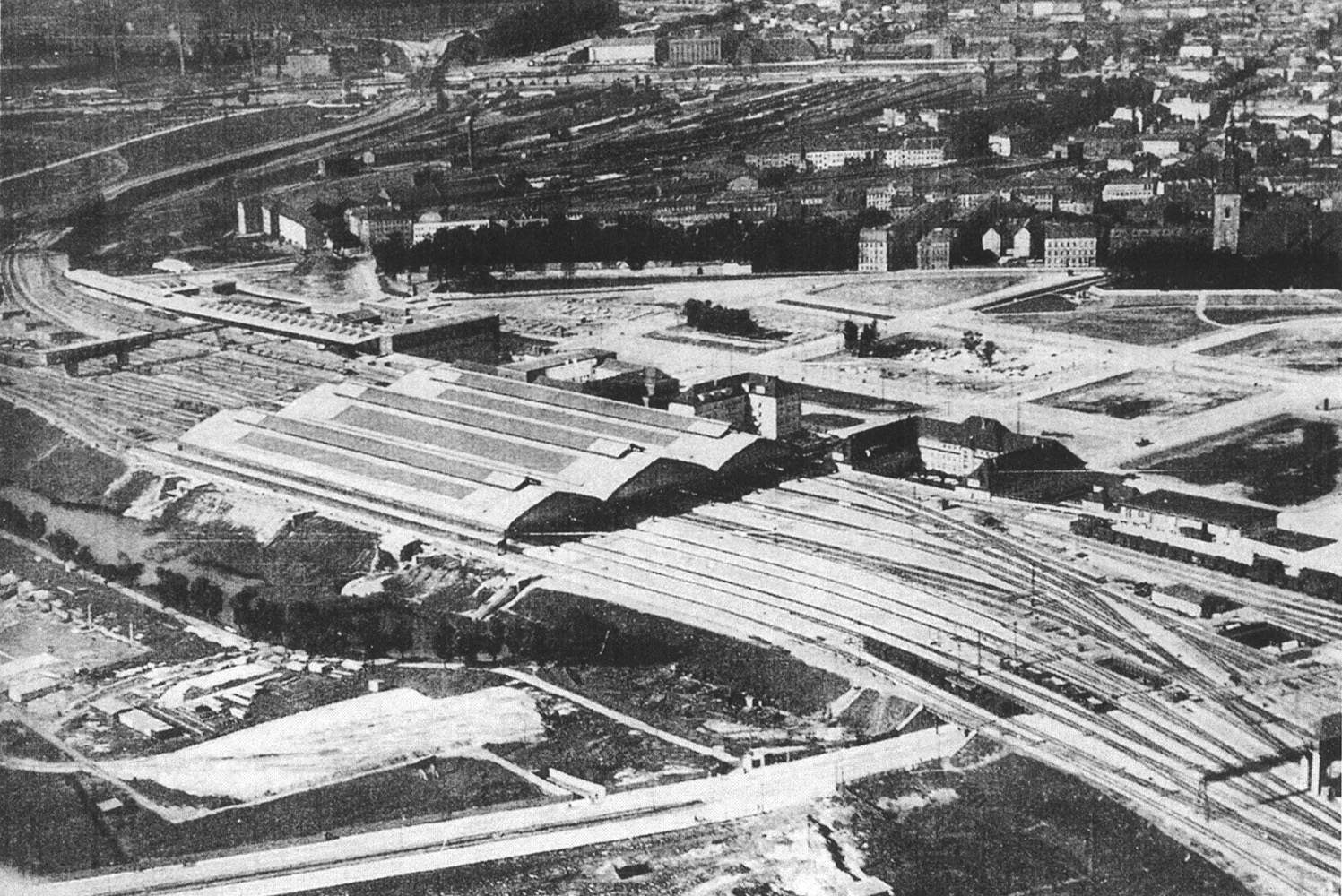
Gare du Nord, Königsberg, avant la guerre.

À la veille de la Seconde Guerre mondiale en 1939, le réseau ferroviaire de Prusse orientale s'élevait à 1823 km, dont 803 km en voie unique, 578 en voie double, et 442 en voie étroite. Il y a avait 184 gares et 240 haltes ferroviaires. Le réseau était bien plus vaste qu'aujourd'hui, et très moderne pour son époque au niveau des embranchements et des signalisations. Le réseau desservait de nombreux villages aujourd'hui plus desservis, comme en Sambie. Pendant la guerre, les travaux d'extensions continuèrent jusqu'à l'offensive de Prusse-Orientale entre janvier et avril 1945.

### Période soviétique
Conformément aux accords issus de la conférence de Potsdam, la Prusse-Orientale est partagée entre la Pologne et l'URSS, cette dernière qui récupère l'actuel territoire de l'oblast de Kaliningrad. Lorsque Moscou prend possession des terres, elle hérite d'un réseau de plus de 2000 km de voies ferrées, de 122 gares, de 18 dépôts, souvent partiellement détruits, et sans compter tout ce qui a été rasé. 
La restauration du réseau fut confiée au bureau des troupes du génie du 3e front biélorusse, puis au district militaire spécial et aux troupes ferroviaires. La restauration commença dès que les terres étaient prises aux troupes nazies, afin d'aider les soldats de l'Armée rouge se dirigeant vers l'ouest. Au cours de l'hiver 1945 (janvier-mars), 200 km de voies, viaducs et ponts furent remis en l'état, alors que les bombardements étaient constants. Les troupes durent modifier l'écartement des rails pour les trains soviétiques, passant de l'écartement normal à l'écartement russe. Le 12 avril 1945, 3 jours après la fin de la bataille de Königsberg, les travaux commencèrent à Königsberg pour restaurer le réseau de la ville.
Après la fin de la Seconde guerre mondiale, la 4e brigade du génie d'assaut a restauré en octobre 1945 les jonctions à Insterbourg. En janvier 1946, les lignes Gumbinnen - Darkehmen ; Insterbourg - Gumbinnnen ; Gumbinnen - Stallupönen furent remises en service. Plus de 12 500 personnes furent employés pour cette restauration, qui avait permis de remettre en l'état 1500 km de voies. Les dépôts, le matériel roulant et la signalisation furent restaurés.
Le 4 juillet 1946, par décret du Præsidium du Soviet suprême de l'URSS «Sur le changement de nom de la ville de Königsberg en ville de Kaliningrad et de la région de Königsberg en région de Kaliningrad», les noms des localités furent changés en noms russes, et les gares et haltes subirent le même sort. Le réseau fut attribué aux succursales de Kaliningrad et de Tcherniakhovsk des Chemins de fer soviétiques.
En 1955, les succursales furent fusionnées en la succursale de Kaliningrad, succursale des chemins de fer Lituaniens. En 1963, la succursale et les chemins de fer Lituaniens furent intégrés aux Chemins de fer de la Baltique et de la Révolution d'Octobre. Le 9 septembre 1991, par un arrêté du ministère des Chemins de fer de l'URSS, le réseau de l'oblast passa sous la direction directe du ministère au sein de l'Association de production de transport ferroviaire de Kaliningrad,,.

### Période russe
Après la dislocation de l'URSS le 26 décembre 1991, l'oblast de Kaliningrad devint un sujet de la fédération de Russie. L'Association de production devint le 5 mai 1992 par arrêté du ministère des Chemins de fer de Russie n°5/C les C les Chemins de fer de Kaliningrad (KŽD). En mai 1993, une ligne de la gare sud de Kaliningrad à Dzerjinskaïa-Novaïa dans la banlieue sud de Kaliningrad, longue de 5 km, a été mise en service avec un écartement standard. Couplée à la reconstruction de la ligne Dzerjinskaïa - Mamonovo - Branevo, longue de 47 km, à l'écartement standard, cela a permis le rétablissement d'une liaison ferroviaire vers la Pologne et l'Allemagne sur la ligne de Prusse-Orientale,.
À la fin des années 2010, à cause d'une chute dans le trafic de marchandises liée aux sanctions économiques contre la Russie suivant l'annexion de la Crimée en 2014, les entreprises de transports ferroviaires ont réduit leur effectifs et se sont séparés d'une partie de leurs matériels roulants. 
Le 25 septembre 2017, dans le cadre du projet du Pont terrien Eurasiatique (en) au sein des Nouvelles routes de la soie, le premier de train de marchandises chinois est arrivé à Tcherniakovsk. Le 2 octobre suivant, la construction d'une gare au village de frontalier de Tchernychevskoïe s'est achevée après 14 ans de travaux. En 2021, un centre logistique, pouvant traiter jusqu'à 450 000 conteneurs par an, a été ouvert à Tcherniakovsk. En 2021, le trafic de marchandises a considérablement augmenté, et au cours des années 2021, 2020 et 2019, le volume de marchandises entre Kaliningrad et la Chine a été multiplié par 7 par rapport à la période équivalente précédente.
Malgré les sanctions économiques prononcées par l'Union Européenne à l'encontre de la Russie à la suite de l'invasion de l'Ukraine depuis février 2022, le transit de marchandises par la Lituanie ou la Pologne vers ou depuis la Biélorussie et la Russie reste autorisée. Le 13 juillet 2022, après que la Lituanie ait fait des contrôles sur les marchandises en transit le mois précédent, la Commission Européenne a publié les règles de transit pour laisser le passage de marchandises.

## Réseau

Carte du réseau en fonction de la fréquence des trains de passagers.

Les chemins de fer Kaliningrad se distinguent des autres filiales des RŽD par sa position géographique. En raison du caractère enclavé de l'oblast, le réseau n'est pas connectée au reste du réseau russe. L'oblast est liée au réseau russe par le corridor de Suwałki, entre lui et la Biélorussie, en traversant soit la Lituanie soit la Pologne. Plusieurs postes frontaliers ferroviaires existent, deux avec la Lituanie à Sovetsk et à Tchernychevskoïe, et trois avec la Pologne à Mamonovo, à Bagrationovsk et à Jeleznodorojny.
Le réseau se connecte aussi au transport maritime aux ports de Kaliningrad, de Baltiïsk et de Svetly, et d'autres. Le réseau dessert en tout 2 ports maritimes, 1 port fluvial, 6 terminaux pétroliers et 2 terminaux céréaliers. Les marchandises les plus transportées par le réseau ferroviaire sont le pétrole et les produits dérivés du pétrole à hauteur de 50 %, les métaux ferreurs à 16 %, les engrais à 6 %, le bois à 5 %, ainsi que les matériaux de construction et le charbon à 4 %. Afin d'améliorer le délai d'attente pour le transport de marchandise, le système électronique russe ETRAN (ru) a été mis en place.
En 2016, sur les 668 km de réseau ferroviaire, 10, 7 millions de tonnes de fret ont été en tout transporté. Près de 4000 personnes sont employés en 2016 par les KŽD, et quant au trafic de passager, il s'élève à 3,5 millions de passagers cette année-là. Le trafic de passagers est principalement urbain, entre Svetlogorsk, Kaliningrad et Zelenogradsk, avec 3 millions de passagers transportés en 2016. Les 500 000 voyageurs restants se répartissent sur les lignes vers d'autres villes régionales, comme Tchernakiovsk et Sovetsk, et vers la Russie et l'international. À Kaliningrad se trouve un muséum dédié aux KŽD.
En 2014, le conseil d'administration des Chemins de fer russes a reconnu la direction des KŽD comme la meilleure du réseau ferroviaire russe, grâce à sa gestion du trafic et aux investissements dans l'amélioration des infrastructures russes. 

Gares et desserte
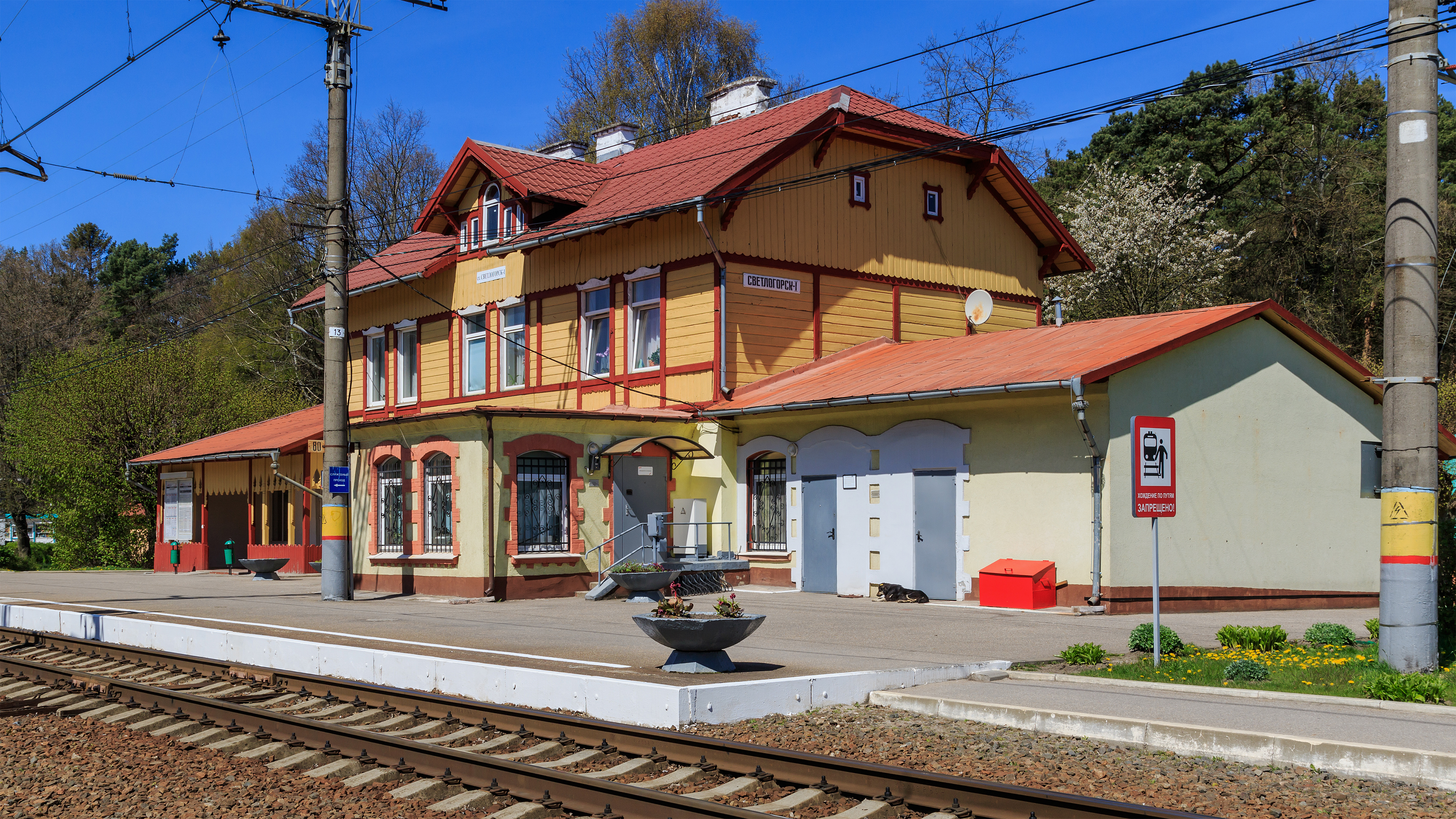
Gare de Svetlogorsk I, ouverte en 1900.
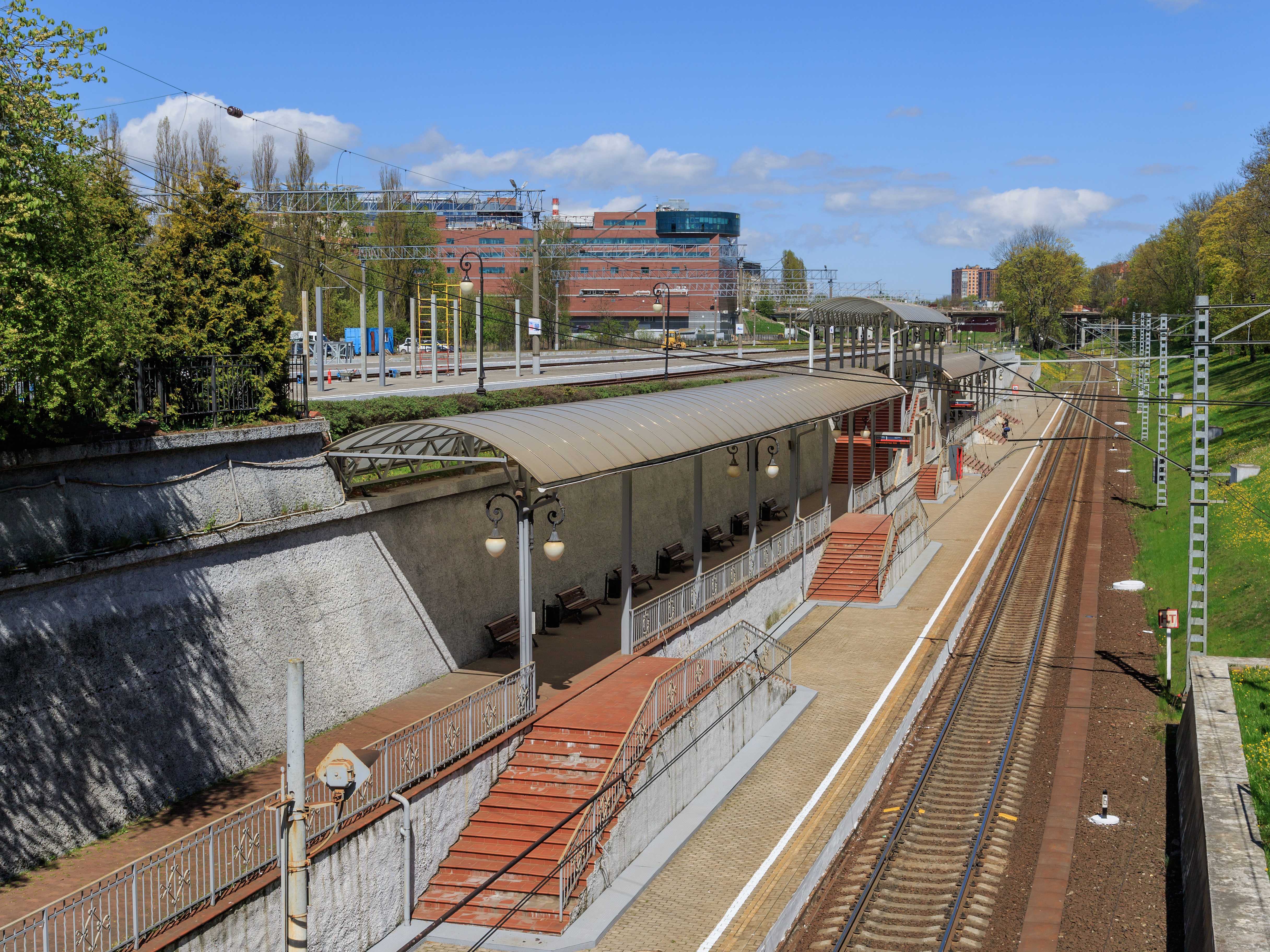
Gare de Kaliningrad-Nord.
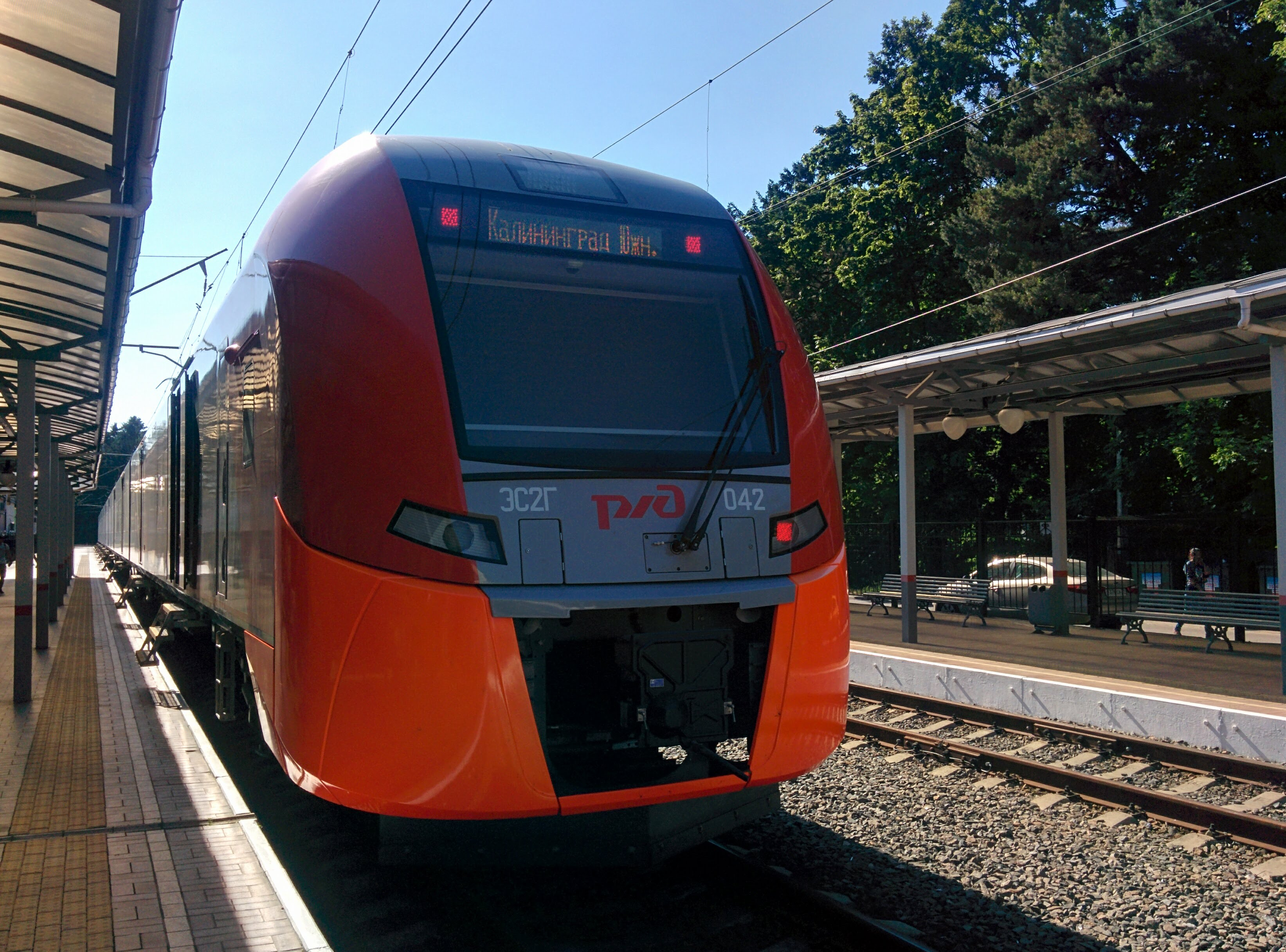
Une rame ES2G-042 à Svetlogorsk.